# Col du Mollard
De Col du Mollard is een bergpas in de Franse Alpen, gelegen in de gemeente Albiez-Montrond, onderdeel van het departement Savoie. Het hoogste punt van de pas, die tweemaal in het parcours van de Ronde van Frankrijk opgenomen werd, ligt op 1638 meter.

## Toegangswegen
Er zijn drie manieren om de Col du Mollard te beklimmen.
| Vertrekplaats           | Hoogteverschil (in meter) | Klimlengte (in kilometer) | Gemiddeld stijgingspercentage (%) |
| ----------------------- | ------------------------- | ------------------------- | --------------------------------- |
| Pont de Belleville      | 393                       | 5,7                       | 6,8                               |
| Saint-Jean-de-Maurienne | 1038                      | 16,9                      | 6,1                               |
| Villargondran           | 1048                      | 18,9                      | 5,5                               |

## Beklimmingen in de Ronde van Frankrijk
Tot op heden werd de Col du Mollard, geclassificeerd als tweedecategoriecol, tweemaal beklommen in de Ronde van Frankrijk. Beide keren werd de beklimming van de Mollard voorgegaan door die van de Col de la Croix-de-Fer en gevolgd door de klim naar La Toussuire (in de tabel hierboven als eerste aangegeven).
- In 2006 kwam Michael Rasmussen gedurende de zestiende etappe van Bourg-d'Oisans naar La Toussuire als eerste boven op de Col du Mollard.[3] Rasmussen wist vervolgens ook de etappe te winnen.[4]
- In 2012 bereikte Pierre Rolland er in de elfde etappe van Albertville naar La Toussuire – Les Sybelles als eerste de top, waarna hij tevens de rit won.[5]